# بيتاهستين
بيتاهستين (بالإنجليزية: Betahistine)‏، ثنائي الهيدروكلورايد، واسمه التجاري بيتاسيرك (بالإنجليزية: Betaserc)‏ هو دواء يستعمل في علاج الدوار، وقد سجل في أوروبا كعلاج لمرض مينير وهو مرض يصاب فيه الإنسان بالدوار بسبب تأثر الاذن الداخلية المسؤؤلة عن التوازن.

## الجرعات
الجرعة : 8 ملغم و 16 ملغ و 24 ملغ.

## كيميائية الدواء
يشبه هذا الدواء في تركيبته : الهستامين والفينيثالامين.

## المعلومات الدوائية
يؤخذ هذا الدواء عن طريق الفم ويمتص كليا في الامعاء بسرعة، يصل مستواه إلى النصف في الدم بعد 3- 4 ساعات، يطرح كليا في الكلية خلال 24 ساعة
يرتبط بشكل ضعيف جدا مع بروتينات الدم.

## آلية العمل
يميل الدواء هذا إلى التاثير على مستقبلات H3 وأحيانا كثيرة على مستقبلات H1
يبدو أنه يعمل على تمدد الأوعية الدموية في الأذن الوسطى مما يجعل الإنسان يشعر بالراحة بسبب قلة الضغط بسبب تجمع السائل المتزايد وهو يعمل على مستقبلات H1 الموجودة في الأوعية الدموية في الأذن الداخلية فيؤدي إلى توسع الأوعية الدموية وزيادة النفوذية في الاوعية الدموية مما يساعد على حل المشكلة التي تسبب الدوار في مرض مينير.

## الآثار الجانبية
يمنع استعماله في الناس المصابين بقرحة المعدة وأورام الغدة الكظرية. الناس المصابون بالربو القصبي يحب ان يستعملوه تحت المراقبة.

### التأثيرات الجانبية في الجهاز الهضمي
قد يسبب بيتاهستين أيضا العديد من الآثار الجانبية في الجهاز الهضمي ذات الصلة. إدراج حزمة SERC، وهو الاسم التجاري لبيتاهستين، تنص على أن المرضى قد تواجه العديد من الآثار الجانبية المعدية المعوية. وهذه قد تشمل الغثيان واضطرابات المعدة والتقيؤ والإسهال وتقلصات في المعدة. وعادة ما تكون هذه الأعراض ليست خطيرة وتهدأ في ما بين الجرعات. المرضى قد تواجه مشاكل في الجهاز الهضمي المزمنة أقل جرعة على النطاق الأدنى الفعال واتخاذ بيتاهستين مع وجبات الطعام. مشاكل في الجهاز الهضمي قد تتطلب إضافية أن المرضى استشارة الطبيب من أجل إيجاد بديل مناسب ربما. ربما غيرها من الآثار الجانبية المرضى الذين يتناولون بيتاهستين تجربة العديد من الآثار الجانبية الأخرى التي تتراوح بين معتدلة وخطيرة. إدراج حزمة SERC للدول التي قد تواجه المرضى العصبي الآثار الجانبية النظام، بما في ذلك التشنجات، والنعاس أثناء النهار، والارتباك والهلوسة. قد يكون بعض أحداث النظام العصبي أيضا جزئيا إلى الشرط الأساسي بدلا من الأدوية المستخدمة لعلاجه. الآثار الجانبية الأخرى المدرجة في إدراج حزمة تشمل انخفاض ضغط الدم وعدم انتظام ضربات القلب. الدراسة التي أجراها Jeck حكمة المجذاف، وفاغنر التقارير أيضا أن المرضى الذين قد يعانون الصداع ومشاكل في الكبد، بما في ذلك زيادة انزيمات الكبد واضطرابات تدفق الصفراء. يجوز لأية آثار جانبية أو التي لا تزال تفوق تخفيف من أعراض حالتها الأصلية تضمن المريض استشارة الطبيب لتعديل أو تغيير الدواء.